# Казахстан-2030
«Казахстан 2030» (каз. Қазақстан-2030) — стратегия развития Казахстана до 2030 года, впервые озвученная в послании президента страны Нурсултана Назарбаева народу Казахстана в 1997 году.

## История
В октябре 1997 года президент Республики Казахстан Нурсултан Абишевич Назарбаев в своём послании народу страны «Казахстан-2030. Процветание, безопасность и улучшение благосостояния всех казахстанцев» огласил долгосрочный план по развитию республики до 2030 года. В программе были утверждены 7 долгосрочных приоритетов страны на этот период: 1) национальная безопасность, 2) внутриполитическая стабильность и консолидация общества, 3) экономический рост, базирующийся на открытой рыночной экономике с высоким уровнем иностранных инвестиций и внутренних сбережений, 4) здоровье, образование и благополучие граждан Казахстана, 5) энергетические ресурсы, 6) инфраструктура, в особенности транспорт и связь, 7) профессиональное государство. В стратегии «Казахстан-2030» впервые были чётко сформулированы долгосрочные цели развития страны и пути их достижения. Во время разработки стратегии Назарбаев опирался на опыт других стран: «Новый курс» Франклина Делано Рузвельта в США, стратегические планы Китая и Республики Корея, «Перспектива-2020» в Малайзии.
В 2005 году на конференции «Стратегия „Казахстан-2030“ в действии» президент Назарбаев отмечал, что стратегия принималась в условиях, когда Казахстан, не успев выйти из экономического кризиса, вызванного переходом от командной к рыночной экономике, попал в новый виток кризиса, спровоцированный кризисом в Юго-Восточной Азии и России. В то время в стране наблюдались задержки выплаты заработной платы и пенсий, высокий уровень безработицы, веерные отключения электроэнергии. Но благодаря экономическим и социальным реформам стратегия «Казахстан-2020» стала стратегией развития, а не выживания.
11 октября 2009 года в Астане прошла международная научно-практическая конференция, посвящённая 12-летию принятия долгосрочной программы развития «Казахстан-2030». На конференции эксперты высказались, что данный стратегический документ всё ещё определяет курс развития страны.
В 2012 году президент Назарбаев отметил, что стратегия развития «Казахстан-2030» по целому ряду направлений выполнена досрочно, и в декабре в очередном ежегодном обращении к народу Казахстана представил новую стратегию «Казахстан 2050».

## Содержание
В программе были утверждены 7 долгосрочных приоритетов страны до 2030 года:
1. Национальная безопасность. Обеспечить развитие Казахстана как независимого суверенного государства при сохранении полной территориальной целостности.
Для обеспечения своей независимости и территориальной целостности Казахстан должен быть сильным государством и иметь надежные и дружественные отношения с соседями.
Развитие и укрепление доверительных и равноправных отношений ближайшими и исторически дружественными соседями — Россией и Китаем. Усиление связей и интеграционных процессов с центрально-азиатскими государствами. Укрепление отношений со странами Ближнего и Среднего Востока.
2. Внутриполитическая стабильность и консолидация общества. Сохранить и укрепить внутриполитическую стабильность и национальное единство, что позволит Казахстану претворить в жизнь национальную стратегию в течение нынешнего и последующих десятилетий.
Для выполнения этого приоритета стратегия имеет следующие компоненты:
1. Гарантия развития единой гражданственности, основанная на равенстве возможностей для всех граждан страны.
2. Обеспечение устранения причин этнических разногласий, равенство прав всех этнических групп.
3. Уменьшение в обществе разницы между имущими и неимущими, постоянное внимание проблемам села.
4. Неуклонное решение социальных проблем, которые возникают в переходный и последующий периоды.
5. Более энергичное строительство богатого Казахстана, обеспечивающего как политическую стабильность, так и консолидацию общества в долгосрочной перспективе.
6. Развитие всех форм общения и коммуникационных связей между людьми.
7. Укрепление взаимоуважения, терпимости и доверительных отношений между различными конфессиями.
8. Факторы, которые нас объединяют: наша земля в ее границах; наши родители, которые ее обустраивали; наша общая история, в которой мы совместно испытывали горечь неудач и делились радостью достижений; наши дети, которым на этой земле вместе жить и работать.
9. Стремление сделать жизнь наших детей лучше — это реальная платформа для единства и консолидации во имя этих конкретных целей.

3. Экономический рост, базирующийся на открытой рыночной экономике с высоким уровнем иностранных инвестиций и внутренних сбережений. Стратегия здорового экономического роста основывается на сильной рыночной экономике, активной роли государства и привлечении значительных иностранных инвестиций. Она строится на 10 основных принципах:
1. Ограниченное вмешательство государства в экономику при его активной роли. Стратегия решения этих проблем: устранить еще имеющееся административное вмешательство правительства в торговлю и производство; завершить процесс приватизации, включая недвижимость, оставшиеся мелкие и средние предприятия и агропромышленный комплекс; разумно организовать и упростить центральное правительство и местные органы власти, серьезно переосмыслив их роль, полномочия и ответственность; энергично продолжить реформу судебной власти и правоохранительных органов; установить абсолютное верховенство закона и защитить законопослушных граждан от преступности. Напротив, применить всю силу власти и закона к тем, кто обеспечивает себе безбедное существование противозаконным путем.
2. Экономическая стратегия заключается в достижении стабилизации макроэкономики, что означает сокращение дефицита государственного бюджета и последовательное про ведение жесткой монетарной и кредитной политики. Чтобы стать первым Азиатским Барсом, в числе приоритетов должно быть использование лучшего международного опыта в области макроэкономических показателей: низкая инфляция; дефицит бюджета; сильная национальная валюта; высокая норма накопления.
3. Реальный сектор экономики, его оздоровление, рост и сильная социальная политика, но в условиях жестких фискальных и монетарных ограничений;
4. Либерализация цен;
5. Институты частной собственности будут укрепляться за счет собственности на землю, а также создания такой юридической системы, которая защищает права собственности и выполнение контрактов;
6. Приватизация предприятий;
7. Построение открытой экономики и свободной торговли диктуется положением связующего звена между многочисленными крупными рынками;
8. Разработка энергетических и других природных ресурсов. Ее цель — получение доходов от экспорта, которые будут способствовать не только экономическому росту, но и политической стабильности страны, а также обеспечению национальной безопасности;
9. Защита иностранных инвестиций и возможности репатриации прибыли. Существует несколько секторов экономики: разработка природных ресурсов; инфраструктура; коммуникации; информация.
10. Необходимость формулирования индустриальной технологической стратегии для Казахстана продиктована мировым опытом. Устойчивый рост поможет обеспечить диверсификация производства. Казахстан в глазах мирового сообщества должен быть представлен как привлекательное место для инвестиций, активно привлекать инвесторов в наиболее важные отрасли.

4. Здоровье, образование и благополучие граждан Казахстана. Постоянно улучшать условия жизни, здоровье, образование и возможности всех казахстанцев, улучшать экологическую среду.
Экономический рост сам по себе не сможет гарантировать благополучия наших граждан. Наша стратегия в реализации этой цели состоит из следующих компонентов:
1. Предотвращение заболеваний и стимулирование здорового образа жизни;
2. Борьба с наркоманией и наркобизнесом;
3. Сокращение потребления алкоголя и табака;
4. Улучшение здоровья женщин и детей;
5. Улучшение питания, чистоты окружающей среды и экологии.

5. Энергетические ресурсы. Эффективно использовать энергетические ресурсы Казахстана путем быстрого увеличения добычи и экспорта нефти и газа с целью получения доходов, которые будут способствовать устойчивому экономическому росту и улучшению жизни народа.
Стратегия использования энергетических ресурсов включает в себя следующие элементы:
1. Заключение долгосрочных партнерских отношений с главными международными нефтяными компаниями для привлечения лучших международных технологий, ноу-хау и крупного капитала;
2. Создание системы трубопроводов для экспорта нефти и газа;
3. Привлечение интересов крупных стран мирового сообщества к Казахстану и его роли в качестве мирового поставщика топлива;
4. С привлечением иностранных инвестиций форсированное создание и развитие внутренней энергетической инфраструктуры;
5. Крайне рачительное использование будущих доходов от этих ресурсов.

6. Инфраструктура, в особенности транспорт и связь. Развивать эти ключевые сектора таким образом, чтобы способствовать укреплению национальной безопасности, политической стабильности и экономическому росту.